# Feel Right
Feel Right è un brano musicale di Mark Ronson, realizzato in collaborazione con il rapper Mystikal pubblicato il 21 novembre 2014 come singolo promozionale del quarto album Ronson, Uptown Special, e successivamente estratto come singolo il 29 marzo del 2015. Il brano è stato scritto dallo stesso Ronson insieme a Bruno Mars, Mystikal e Philip Lawrence ed è stato prodotto da Ronson, Bruno Mars e Boys Noize.

## Composizione
Mark Ronson ha detto durante un'intervista che avrebbe sempre voluto fare una collaborazione con Mystikal, ma che purtroppo a causa dell'arresto del rapper nel 2006 non era mai riuscito a fare, allora appena ha potuto lo ha contattato per una collaborazione, poiché voleva creare un brano che richiamasse lo stile di James Brown pensava che nessuno potesse farlo meglio del rapper.
Per la canzone è stato aiutato da Bruno Mars, che aveva già collaborato con Ronson nel brano Uptown Funk.

## Videoclip
Il videoclip ufficiale di Feel Right è stato pubblicato il 10 maggio dal canale ufficiale di YouTube del cantante ed è stato diretto da Bruno Mars e Cameron Duddy. La scena iniziale mostra una preside di una scuola presentare, durante uno spettacolo scolastico una band chiamata Uptown Special (nome dell'album dove è presente il brano), sotto la disapprovazione del pubblico, ed entra così questa band di ragazzini in giacca e cravatta che iniziano a suonare la canzone, finché ad un certo punto non riappaiono con un look diverso sotto gli applausi del pubblico, e la scena finale mostra i tre giudici, interpretati da Bruno Mars, Mystikal e Mark Ronson, alzare tre cartelli con il voto 10.

### Lyric Video
Il lyric video di Feel Right mostra il logo dell'album Uptown Special girare con il testo della canzone agli estremi del logo, successivamente per il ritornello vengono mostrate le parole in un cerchio poi l'inquadratura sale per mostrare il logo del disco con accanto la continuazione del testo.

## Censure
Nel brano ci sono diverse censure a causa dei contenuti espliciti che contiene, le parole nel Radio Edit non sono state però censurate ma sostituite, anche nel ritornello ("Feel right in this motherfucker" - "Feel Right in this mutha").

## Classifiche
| Classifica (2014-2015) | Posizione massima |
| ---------------------- | ----------------- |
| Belgio (Fiandre)       | 45                |
| Belgio (Vallonia)      | 11                |
| Francia                | 146               |
| Italia                 | 92                |
| Messico                | 16                |